# Lene Dybdahl
Lene Dybdahl (født 18. december 1980 i Herning) er en dansk fantasyforfatter. Hun er uddannet cand.mag. i dansk og engelsk fra Aarhus Universitet og efterfølgende uddannet folkeskolelærer. Hun er gift og har to børn.

### Nøglens vogtere
- Den gyldne nøgle, 2012
- Visigotens hjelm, 2012
- Kongens krucifix, 2013

### Ovanienprofetierne
- Skyriel, 2016
- Blodbæst, 2017
- Ildstorm, 2019

### Magismondo
- Fangen fra Ulvmarken, 2023
- Tankehviskeren fra Lagunaøerne, 2024

### Andre værker
- Den sorte paraply, 2014